# Островский район (Псковская область)
О́стровский райо́н — административно-территориальная единица (район) и муниципальное образование (муниципальный район) на западе Псковской области России.
Административный центр — город Остров.

## География
Площадь 2469 км². Основные реки — Великая, Утроя, Лжа, Синяя, Верша, Кухва. Крупнейшие озёра: Гороховое, Мошно.

## История
Район образован 1 августа 1927 года в составе Псковского округа Ленинградской области. Указом Президиума Верховного Совета СССР от 22 августа 1944 года включен в состав Псковской области.
В 1935—1959 годах существовал Сошихинский район (с центром в д. Воронцово), упразднённый в 1959 году в пользу Островского района. 3 октября 1959 года к Островскому району была присоединена часть территории упразднённого Пыталовского района, а 22 ноября 1961 года — часть территории упразднённого Палкинского района.

## Население
| 1959    | 1970    | 1979    | 1989    | 2002    | 2009    | 2010    | 2011    | 2012    |
| ------- | ------- | ------- | ------- | ------- | ------- | ------- | ------- | ------- |
| 54 300  | ↘47 712 | ↘44 780 | ↘42 976 | ↘36 685 | ↘33 586 | ↘31 096 | ↘30 984 | ↘30 355 |
| 2013    | 2014    | 2015    | 2016    | 2017    | 2018    | 2019    | 2020    | 2021    |
| ↘29 755 | ↗29 804 | ↘29 739 | ↘29 494 | ↘29 163 | ↘28 844 | ↘28 691 | ↘28 467 | ↘26 959 |
| 2023    |         |         |         |         |         |         |         |         |
| ↘26 776 |         |         |         |         |         |         |         |         |

### Урбанизация
По состоянию на 1 января 2021 года из 26776 жителей района в городских условиях (в городе Остров) проживают 78,14 % населения района (или 20923 человека), в сельских — 21,86 % или 5853 человека.
По данным переписи населения 2010 года численность населения района составляла 31096 человек, в том числе 21668 городских жителей (69,68 % от общего населения) и 9428 сельских жителей (30,32 %).

### Национальный состав
По итогам переписи населения 2020 года проживали следующие национальности (национальности менее 0,1 % и другое, см. в сноске к строке «Другие»):
| Национальность | Численность, чел. | Доля     |
| -------------- | ----------------- | -------- |
| Русские        | 25 187            | 93,43 %  |
| Украинцы       | 192               | 0,71 %   |
| Белорусы       | 183               | 0,68 %   |
| Цыгане         | 96                | 0,36 %   |
| Таджики        | 55                | 0,20 %   |
| Армяне         | 55                | 0,20 %   |
| Татары         | 49                | 0,18 %   |
| Узбеки         | 39                | 0,14 %   |
| Другие         | 1103              | 4,10 %   |
| Итого          | 26 959            | 100,00 % |

## Населённые пункты
По переписи 2010 года на территории района было 459 сельских населённых пунктов, из которых в 91 деревне население отсутствовало, в 148 деревнях и сёлах жило от 1 до 5 человек, в 66 — от 6 до 10 человек, в 88 — от 11 до 25 человек, в 25 — от 26 до 50 человек, в 14 — от 51 до 100 человек, в 15 — от 101 до 200 человек, 8 — от 201 до 500 человек, в 3 — от 501 до 1000 человек и лишь в одном сельском населённом пункте — селе Крюки — от 1000 до 2000 человек.
По переписи 2010 года на территории района было расположено 458 сельских населённых пунктов, из которых в 156 деревнях население отсутствовало, в 133 деревнях жило от 1 до 5 человек, в 63 — от 6 до 10 человек, в 61 — от 11 до 25 человек, в 12 — от 26 до 50 человек, в 11 — от 51 до 100 человек, в 11 — от 101 до 200 человек, 8 — от 201 до 500 человек, в 2 — от 501 до 1000 человек и лишь в одном сельском населённом пункте — от 1000 до 2000 человек.
На данный момент в Островском районе 458 населённых пунктов, в том числе 1 город и 457 сельских населённых пунктов:
| №   | Населённый пункт     | Тип     | Население                                                                                  | Муниципальное образование |
| --- | -------------------- | ------- | ------------------------------------------------------------------------------------------ | ------------------------- |
| 1   | Остров               | город   | ↗20 923                                                                                    | Остров                    |
| 2   | Авдятово             | деревня | →3                                                                                         | Островская волость        |
| 3   | Аграфенино           | деревня | ↘0                                                                                         | Воронцовская волость      |
| 4   | Адамково             | деревня | ↘3                                                                                         | Горайская волость         |
| 5   | Акатово              | деревня | ↘14                                                                                        | Воронцовская волость      |
| 6   | Алексеевка           | деревня | ↘69                                                                                        | Островская волость        |
| 7   | Алипино              | деревня | ↘0                                                                                         | Воронцовская волость      |
| 8   | Анашино              | деревня | ↘6                                                                                         | Воронцовская волость      |
| 9   | Ан-Губа              | деревня | ↗10                                                                                        | Бережанская волость       |
| 10  | Андроново            | деревня | →0                                                                                         | Островская волость        |
| 11  | Анисимово            | деревня | ↘2                                                                                         | Бережанская волость       |
| 12  | Аниткино             | деревня | ↘0                                                                                         | Островская волость        |
| 13  | Антуши               | деревня | ↘0                                                                                         | Бережанская волость       |
| 14  | Ануры                | деревня | ↘6                                                                                         | Воронцовская волость      |
| 15  | Ануфриево            | деревня | ↘2                                                                                         | Горайская волость         |
| 16  | Апанькино            | деревня | ↘3                                                                                         | Бережанская волость       |
| 17  | Арестово-Шевелево    | деревня | ↗3                                                                                         | Воронцовская волость      |
| 18  | Асановщина           | деревня | ↘1                                                                                         | Островская волость        |
| 19  | Астратово            | деревня | ↘6                                                                                         | Воронцовская волость      |
| 20  | Астратово            | деревня | →0                                                                                         | Горайская волость         |
| 21  | Астратово            | деревня | ↘19                                                                                        | Островская волость        |
| 22  | Афонихино            | деревня | →0                                                                                         | Островская волость        |
| 23  | Барашки              | деревня | ↘3                                                                                         | Островская волость        |
| 24  | Баслаки              | деревня | →0                                                                                         | Бережанская волость       |
| 25  | Бахарево             | деревня | ↗6                                                                                         | Островская волость        |
| 26  | Безмалиха            | деревня | →0                                                                                         | Воронцовская волость      |
| 27  | Белое                | деревня | ↘8                                                                                         | Воронцовская волость      |
| 28  | Бельково             | деревня | →0                                                                                         | Островская волость        |
| 29  | Беляево              | деревня | ↘21                                                                                        | Островская волость        |
| 30  | Беляи                | деревня | ↗3                                                                                         | Воронцовская волость      |
| 31  | Беляи                | деревня | ↘0                                                                                         | Воронцовская волость      |
| 32  | Бередники            | деревня | ↘3                                                                                         | Бережанская волость       |
| 33  | Берёзка              | деревня | ↘7                                                                                         | Бережанская волость       |
| 34  | Березница            | деревня | ↗11                                                                                        | Островская волость        |
| 35  | Березница            | деревня | ↘7                                                                                         | Островская волость        |
| 36  | Берёзовка            | деревня | ↘0                                                                                         | Воронцовская волость      |
| 37  | Беспутино            | деревня | →0                                                                                         | Горайская волость         |
| 38  | Бланты               | деревня | →12                                                                                        | Горайская волость         |
| 39  | Блины                | деревня | →0                                                                                         | Воронцовская волость      |
| 40  | Бобыли               | деревня | →0                                                                                         | Бережанская волость       |
| 41  | Бобыли               | деревня | →0                                                                                         | Островская волость        |
| 42  | Богданово            | деревня | ↘44                                                                                        | Горайская волость         |
| 43  | Болдино              | деревня | ↘9                                                                                         | Воронцовская волость      |
| 44  | Большие Пустынки     | деревня | ↘9                                                                                         | Воронцовская волость      |
| 45  | Большое Зуево        | деревня | ↘0                                                                                         | Островская волость        |
| 46  | Большое Приезжево    | деревня | ↗222                                                                                       | Островская волость        |
| 47  | Борки                | деревня | ↗5                                                                                         | Горайская волость         |
| 48  | Боровково            | деревня | ↗2                                                                                         | Бережанская волость       |
| 49  | Боровские            | деревня | ↘12                                                                                        | Горайская волость         |
| 50  | Бороносово           | деревня | →0                                                                                         | Воронцовская волость      |
| 51  | Боросково            | деревня | ↘2                                                                                         | Горайская волость         |
| 52  | Борщино              | деревня | ↘9                                                                                         | Горайская волость         |
| 53  | Брени                | деревня | ↘6                                                                                         | Островская волость        |
| 54  | Брюкаши              | деревня | ↘2                                                                                         | Бережанская волость       |
| 55  | Бураки               | деревня | ↘6                                                                                         | Воронцовская волость      |
| 56  | Бурдино              | деревня | ↘2                                                                                         | Бережанская волость       |
| 57  | Быки                 | деревня | →0                                                                                         | Воронцовская волость      |
| 58  | Вагали               | деревня | ↘12                                                                                        | Горайская волость         |
| 59  | Вагали               | деревня | ↘4                                                                                         | Горайская волость         |
| 60  | Вадово               | деревня | ↘0                                                                                         | Горайская волость         |
| 61  | Ваньково             | деревня | →0                                                                                         | Бережанская волость       |
| 62  | Васьково             | деревня | ↗2                                                                                         | Горайская волость         |
| 63  | Вахромеево           | деревня | ↘6                                                                                         | Воронцовская волость      |
| 64  | Венявино             | деревня | ↘2                                                                                         | Горайская волость         |
| 65  | Вергино              | деревня | ↘0                                                                                         | Островская волость        |
| 66  | Винокурово           | деревня | ↘13                                                                                        | Воронцовская волость      |
| 67  | Вишняки              | деревня | ↗20                                                                                        | Островская волость        |
| 68  | Владимирец           | деревня | ↗19                                                                                        | Воронцовская волость      |
| 69  | Влазово              | деревня | ↗199                                                                                       | Островская волость        |
| 70  | Волково              | деревня | ↗8                                                                                         | Островская волость        |
| 71  | Воронцово            | село    | ↘553                                                                                       | Воронцовская волость      |
| 72  | Врев                 | деревня | ↗18                                                                                        | Воронцовская волость      |
| 73  | Высоково             | деревня | →0                                                                                         | Горайская волость         |
| 74  | Высокосы             | деревня | ↘3                                                                                         | Воронцовская волость      |
| 75  | Выставка             | деревня | ↘2                                                                                         | Горайская волость         |
| 76  | Галани               | деревня | ↘0                                                                                         | Воронцовская волость      |
| 77  | Глотово              | деревня | ↘3                                                                                         | Островская волость        |
| 78  | Глушни               | деревня | ↘82                                                                                        | Бережанская волость       |
| 79  | Гнидино              | деревня | ↘3                                                                                         | Бережанская волость       |
| 80  | Гнилище              | деревня | ↘24                                                                                        | Островская волость        |
| 81  | Гнилки               | деревня | ↘1                                                                                         | Бережанская волость       |
| 82  | Голубово             | деревня | ↘3                                                                                         | Воронцовская волость      |
| 83  | Гольнево             | деревня | ↘5                                                                                         | Бережанская волость       |
| 84  | Гораи                | деревня | ↘121                                                                                       | Горайская волость         |
| 85  | Горка                | деревня | →0                                                                                         | Бережанская волость       |
| 86  | Городище             | деревня | ↗564                                                                                       | Островская волость        |
| 87  | Гороховое Озеро      | деревня | ↗17                                                                                        | Бережанская волость       |
| 88  | Горское              | деревня | →0                                                                                         | Горайская волость         |
| 89  | Горушка              | деревня | ↘6                                                                                         | Воронцовская волость      |
| 90  | Горшихино            | деревня | ↘8                                                                                         | Воронцовская волость      |
| 91  | Горшки               | деревня | →0                                                                                         | Воронцовская волость      |
| 92  | Горяйново            | деревня | →0                                                                                         | Островская волость        |
| 93  | Гостены              | деревня | →0                                                                                         | Воронцовская волость      |
| 94  | Грибали              | деревня | ↘2                                                                                         | Бережанская волость       |
| 95  | Гривы                | деревня | ↘210                                                                                       | Горайская волость         |
| 96  | Гришино              | деревня | ↘6                                                                                         | Воронцовская волость      |
| 97  | Гришманы             | деревня | →2                                                                                         | Островская волость        |
| 98  | Грызавино            | деревня | ↘47                                                                                        | Бережанская волость       |
| 99  | Грызавино-1          | деревня | ↘7                                                                                         | Бережанская волость       |
| 100 | Грызавино-2          | деревня | ↘94                                                                                        | Бережанская волость       |
| 101 | Грязивец             | деревня | ↗7                                                                                         | Бережанская волость       |
| 102 | Губино               | деревня | ↘0                                                                                         | Воронцовская волость      |
| 103 | Гудово               | деревня | ↘3                                                                                         | Островская волость        |
| 104 | Гусаково             | деревня | →0                                                                                         | Островская волость        |
| 105 | Дарьино              | деревня | ↘119                                                                                       | Горайская волость         |
| 106 | Дворняши             | деревня | ↘1                                                                                         | Бережанская волость       |
| 107 | Демешкино            | деревня | ↘72                                                                                        | Горайская волость         |
| 108 | Долгово              | деревня | ↘2                                                                                         | Горайская волость         |
| 109 | Домахино             | деревня | ↗12                                                                                        | Воронцовская волость      |
| 110 | Дубки                | деревня | ↘122                                                                                       | Бережанская волость       |
| 111 | Дубровка             | деревня | ↗6                                                                                         | Островская волость        |
| 112 | Дуловка              | деревня | ↗247                                                                                       | Островская волость        |
| 113 | Дурново              | деревня | ↘6                                                                                         | Воронцовская волость      |
| 114 | Духово               | деревня | →1                                                                                         | Островская волость        |
| 115 | Елагино              | деревня | ↘0                                                                                         | Бережанская волость       |
| 116 | Елагино              | деревня | ↘20                                                                                        | Бережанская волость       |
| 117 | Елины                | деревня | ↘131                                                                                       | Бережанская волость       |
| 118 | Ельняги              | деревня | ↘9                                                                                         | Горайская волость         |
| 119 | Ермохново            | деревня | ↗7                                                                                         | Островская волость        |
| 120 | Жаворонково          | деревня | →0                                                                                         | Островская волость        |
| 121 | Жавры                | деревня | ↘0                                                                                         | Горайская волость         |
| 122 | Жгутово              | деревня | ↘2                                                                                         | Бережанская волость       |
| 123 | Жегово               | деревня | ↘0                                                                                         | Горайская волость         |
| 124 | Желавкино            | деревня | ↘7                                                                                         | Бережанская волость       |
| 125 | Жележенье            | деревня | ↘0                                                                                         | Островская волость        |
| 126 | Железово             | деревня | ↘0                                                                                         | Горайская волость         |
| 127 | Жеребьи              | деревня | ↘4                                                                                         | Горайская волость         |
| 128 | Жеребьи              | деревня | ↘0                                                                                         | Островская волость        |
| 129 | Житница              | деревня | ↘0                                                                                         | Островская волость        |
| 130 | Житницы              | деревня | →0                                                                                         | Воронцовская волость      |
| 131 | Жуки                 | деревня | ↘8                                                                                         | Бережанская волость       |
| 132 | Жуково               | деревня | ↘3                                                                                         | Воронцовская волость      |
| 133 | Заболотье            | деревня | →0                                                                                         | Островская волость        |
| 134 | Заборовье            | деревня | ↗260                                                                                       | Горайская волость         |
| 135 | Загорье              | деревня | ↘0                                                                                         | Воронцовская волость      |
| 136 | Задорожье            | деревня | ↗43                                                                                        | Бережанская волость       |
| 137 | Зайцы                | деревня | ↘7                                                                                         | Горайская волость         |
| 138 | Замятлино            | деревня | ↘3                                                                                         | Островская волость        |
| 139 | Заноги               | деревня | →0                                                                                         | Горайская волость         |
| 140 | Заньково             | деревня | ↘152                                                                                       | Бережанская волость       |
| 141 | Заслюжье             | деревня | ↘0                                                                                         | Воронцовская волость      |
| 142 | Захаркино            | деревня | ↘76                                                                                        | Бережанская волость       |
| 143 | Захнихино            | деревня | ↗3                                                                                         | Горайская волость         |
| 144 | Заходы               | деревня | ↘15                                                                                        | Горайская волость         |
| 145 | Званка               | деревня | →0                                                                                         | Горайская волость         |
| 146 | Земцы                | деревня | ↘7                                                                                         | Бережанская волость       |
| 147 | Зехново              | деревня | →0                                                                                         | Воронцовская волость      |
| 148 | Зимари               | деревня | ↘1                                                                                         | Островская волость        |
| 149 | Зобы                 | деревня | ↘6                                                                                         | Бережанская волость       |
| 150 | Зорино               | деревня | ↘1                                                                                         | Бережанская волость       |
| 151 | Зубово               | деревня | ↘0                                                                                         | Воронцовская волость      |
| 152 | Зуево                | деревня | →0                                                                                         | Горайская волость         |
| 153 | Иваново              | деревня | ↗17                                                                                        | Горайская волость         |
| 154 | Иваново              | деревня | ↘0                                                                                         | Воронцовская волость      |
| 155 | Ивахино              | деревня | ↘7                                                                                         | Бережанская волость       |
| 156 | Ивахново             | деревня | ↘22                                                                                        | Бережанская волость       |
| 157 | Изъядиново           | деревня | ↘0                                                                                         | Горайская волость         |
| 158 | Икрово               | деревня | ↘7                                                                                         | Бережанская волость       |
| 159 | Истомино             | деревня | ↘4                                                                                         | Островская волость        |
| 160 | Казаны               | деревня | ↘1                                                                                         | Воронцовская волость      |
| 161 | Калинино             | деревня | ↘1                                                                                         | Бережанская волость       |
| 162 | Калихово             | деревня | →0                                                                                         | Бережанская волость       |
| 163 | Калугино             | деревня | →0                                                                                         | Бережанская волость       |
| 164 | Каменка              | деревня | →0                                                                                         | Воронцовская волость      |
| 165 | Каменка              | деревня | ↘4                                                                                         | Горайская волость         |
| 166 | Каменка              | деревня | →0                                                                                         | Островская волость        |
| 167 | Карпово              | деревня | ↗585                                                                                       | Островская волость        |
| 168 | Кахново              | деревня | ↘125                                                                                       | Бережанская волость       |
| 169 | Кахново              | деревня | →0                                                                                         | Бережанская волость       |
| 170 | Качаново             | деревня | →19                                                                                        | Воронцовская волость      |
| 171 | Кириллово            | деревня | →5                                                                                         | Бережанская волость       |
| 172 | Кириллово            | деревня | →2                                                                                         | Островская волость        |
| 173 | Кириловское          | деревня | ↘0                                                                                         | Воронцовская волость      |
| 174 | Кисели               | деревня | ↘20                                                                                        | Островская волость        |
| 175 | Клюево               | деревня | →0                                                                                         | Воронцовская волость      |
| 176 | Кожино               | деревня | ↘5                                                                                         | Бережанская волость       |
| 177 | Кожино               | деревня | ↘1                                                                                         | Островская волость        |
| 178 | Козловичи            | деревня | ↘0                                                                                         | Островская волость        |
| 179 | Козлы                | деревня | ↘0                                                                                         | Горайская волость         |
| 180 | Кокотово             | деревня | ↘4                                                                                         | Островская волость        |
| 181 | Коломница            | деревня | ↘13                                                                                        | Бережанская волость       |
| 182 | Колотилы             | деревня | ↘12                                                                                        | Бережанская волость       |
| 183 | Комиссары            | деревня | ↘0                                                                                         | Воронцовская волость      |
| 184 | Конево               | деревня | ↘2                                                                                         | Воронцовская волость      |
| 185 | Коноплюшка           | деревня | →0                                                                                         | Воронцовская волость      |
| 186 | Коношино             | деревня | ↗1                                                                                         | Горайская волость         |
| 187 | Коношково            | деревня | →0                                                                                         | Воронцовская волость      |
| 188 | Коробово             | деревня | →0                                                                                         | Воронцовская волость      |
| 189 | Коромыслово          | деревня | →0                                                                                         | Бережанская волость       |
| 190 | Косорово             | деревня | →0                                                                                         | Воронцовская волость      |
| 191 | Котельно             | деревня | ↘7                                                                                         | Воронцовская волость      |
| 192 | Красная Горка        | деревня | →1                                                                                         | Островская волость        |
| 193 | Крени                | деревня | ↗27                                                                                        | Горайская волость         |
| 194 | Крёхово              | деревня | →0                                                                                         | Бережанская волость       |
| 195 | Крешево              | деревня | ↘7                                                                                         | Бережанская волость       |
| 196 | Крюки                | село    | ↗1811                                                                                      | Горайская волость         |
| 197 | Крюково              | деревня | ↘3                                                                                         | Бережанская волость       |
| 198 | Крюково              | деревня | →2                                                                                         | Бережанская волость       |
| 199 | Курташи              | деревня | →2                                                                                         | Бережанская волость       |
| 200 | Курцево              | деревня | ↘0                                                                                         | Бережанская волость       |
| 201 | Кустари              | деревня | ↘13                                                                                        | Горайская волость         |
| 202 | Кустово              | деревня | ↘2                                                                                         | Воронцовская волость      |
| 203 | Лаврово              | деревня | ↘20                                                                                        | Воронцовская волость      |
| 204 | Лаврово              | деревня | →0                                                                                         | Воронцовская волость      |
| 205 | Лапское              | деревня | ↘2                                                                                         | Воронцовская волость      |
| 206 | Ларино               | деревня | ↗12                                                                                        | Бережанская волость       |
| 207 | Латышево             | деревня | →0                                                                                         | Бережанская волость       |
| 208 | Лебедево             | деревня | ↘9                                                                                         | Горайская волость         |
| 209 | Логовино             | деревня | ↘11                                                                                        | Воронцовская волость      |
| 210 | Ломки                | деревня | ↘5                                                                                         | Горайская волость         |
| 211 | Луговское            | деревня | →0                                                                                         | Воронцовская волость      |
| 212 | Лужки                | деревня | ↘0                                                                                         | Воронцовская волость      |
| 213 | Лябзы                | деревня | →1                                                                                         | Бережанская волость       |
| 214 | Маклаки              | деревня | ↗4                                                                                         | Воронцовская волость      |
| 215 | Макуши               | деревня | ↘0                                                                                         | Воронцовская волость      |
| 216 | Малая Губа           | деревня | ↘130                                                                                       | Бережанская волость       |
| 217 | Малинкино            | деревня | ↘12                                                                                        | Островская волость        |
| 218 | Малиновка            | деревня | ↘0                                                                                         | Бережанская волость       |
| 219 | Малиново             | деревня | ↘10                                                                                        | Горайская волость         |
| 220 | Малое Зуевцо         | деревня | →0                                                                                         | Островская волость        |
| 221 | Малое Приезжево      | деревня | →0                                                                                         | Островская волость        |
| 222 | Малые Пустынки       | деревня | ↘7                                                                                         | Воронцовская волость      |
| 223 | Маньково             | деревня | →10                                                                                        | Островская волость        |
| 224 | Марково              | деревня | ↘1                                                                                         | Бережанская волость       |
| 225 | Марково              | деревня | ↗75                                                                                        | Островская волость        |
| 226 | Марково              | деревня | ↘0                                                                                         | Бережанская волость       |
| 227 | Маршевицы            | деревня | ↘33                                                                                        | Воронцовская волость      |
| 228 | Марьино              | деревня | ↘14                                                                                        | Горайская волость         |
| 229 | Маслово              | деревня | ↘1                                                                                         | Островская волость        |
| 230 | Матрухново           | деревня | ↘10                                                                                        | Горайская волость         |
| 231 | Матюгино             | деревня | ↘25                                                                                        | Бережанская волость       |
| 232 | Махново              | деревня | ↘2                                                                                         | Бережанская волость       |
| 233 | Мелехи               | деревня | ↘4                                                                                         | Горайская волость         |
| 234 | Мельница             | деревня | ↗2                                                                                         | Горайская волость         |
| 235 | Меньшиково           | деревня | ↘2                                                                                         | Горайская волость         |
| 236 | Мерзляки             | деревня | →0                                                                                         | Бережанская волость       |
| 237 | Микузы               | деревня | ↗1                                                                                         | Бережанская волость       |
| 238 | Минкино              | деревня | ↘0                                                                                         | Воронцовская волость      |
| 239 | Митино               | деревня | →2                                                                                         | Островская волость        |
| 240 | Михалевка            | деревня | →0                                                                                         | Воронцовская волость      |
| 241 | Михалево             | деревня | →1                                                                                         | Воронцовская волость      |
| 242 | Михны                | деревня | ↘4                                                                                         | Воронцовская волость      |
| 243 | Мишково              | деревня | ↘1                                                                                         | Островская волость        |
| 244 | Можаи                | деревня | ↘0                                                                                         | Бережанская волость       |
| 245 | Мокрица              | деревня | →0                                                                                         | Воронцовская волость      |
| 246 | Морозово             | деревня | ↘1                                                                                         | Горайская волость         |
| 247 | Москвицы             | деревня | →0                                                                                         | Островская волость        |
| 248 | Мотовилово           | деревня | ↗1                                                                                         | Островская волость        |
| 249 | Мочалово             | деревня | ↘0                                                                                         | Бережанская волость       |
| 250 | Мошки                | деревня | ↘2                                                                                         | Горайская волость         |
| 251 | Мухи                 | деревня | →0                                                                                         | Воронцовская волость      |
| 252 | Мыза                 | деревня | →12                                                                                        | Островская волость        |
| 253 | Мяглы                | деревня | ↘21                                                                                        | Горайская волость         |
| 254 | Мяличино             | деревня | ↗2                                                                                         | Островская волость        |
| 255 | Настасино            | деревня | →1                                                                                         | Воронцовская волость      |
| 256 | Немоево              | деревня | ↗8                                                                                         | Островская волость        |
| 257 | Нефедино             | деревня | ↘37                                                                                        | Островская волость        |
| 258 | Никитино             | деревня | ↘0                                                                                         | Воронцовская волость      |
| 259 | Новая                | деревня | ↘0                                                                                         | Островская волость        |
| 260 | Новино               | деревня | →0                                                                                         | Воронцовская волость      |
| 261 | Новины               | деревня | ↘0                                                                                         | Островская волость        |
| 262 | Новое Веретье        | деревня | ↘15                                                                                        | Бережанская волость       |
| 263 | Новое Никольское     | деревня | ↘14                                                                                        | Островская волость        |
| 264 | Ногино               | деревня | ↘21                                                                                        | Бережанская волость       |
| 265 | Облечихино           | деревня | →0                                                                                         | Островская волость        |
| 266 | Обрубы               | деревня | #Н/Д                                                                                       | Воронцовская волость      |
| 267 | Овечкино             | деревня | ↘0                                                                                         | Островская волость        |
| 268 | Овсеево              | деревня | ↘0                                                                                         | Островская волость        |
| 269 | Овсянкино            | деревня | →0                                                                                         | Воронцовская волость      |
| 270 | Огурцово             | деревня | ↘5                                                                                         | Горайская волость         |
| 271 | Озерово              | деревня | →0                                                                                         | Островская волость        |
| 272 | Оловяшкино           | деревня | ↘45                                                                                        | Островская волость        |
| 273 | Ольхи                | деревня | ↘4                                                                                         | Островская волость        |
| 274 | Ольхово-Барское      | деревня | →0                                                                                         | Воронцовская волость      |
| 275 | Ортихово             | деревня | ↘7                                                                                         | Бережанская волость       |
| 276 | Острейково           | деревня | ↘3                                                                                         | Воронцовская волость      |
| 277 | Павлово              | деревня | ↗4                                                                                         | Островская волость        |
| 278 | Пальцево             | деревня | ↘59                                                                                        | Бережанская волость       |
| 279 | Панюшино             | деревня | ↗1                                                                                         | Воронцовская волость      |
| 280 | Паршино              | деревня | ↘0                                                                                         | Бережанская волость       |
| 281 | Пезлово              | деревня | →0                                                                                         | Бережанская волость       |
| 282 | Пентехи              | деревня | ↘2                                                                                         | Горайская волость         |
| 283 | Перевоз              | деревня | ↘21                                                                                        | Бережанская волость       |
| 284 | Перевоз              | деревня | ↘3                                                                                         | Горайская волость         |
| 285 | Перестрелово         | деревня | ↘5                                                                                         | Горайская волость         |
| 286 | Песково              | деревня | ↘18                                                                                        | Бережанская волость       |
| 287 | Петрово              | деревня | →0                                                                                         | Воронцовская волость      |
| 288 | Петрухны             | деревня | ↘82                                                                                        | Бережанская волость       |
| 289 | Пехово               | деревня | ↘13                                                                                        | Горайская волость         |
| 290 | Пискуны              | деревня | ↘4                                                                                         | Островская волость        |
| 291 | Плодопитомник        | деревня | ↘52                                                                                        | Островская волость        |
| 292 | Поварнино            | деревня | ↘3                                                                                         | Воронцовская волость      |
| 293 | Поверищи             | деревня | →0                                                                                         | Горайская волость         |
| 294 | Погорелка            | деревня | ↘259                                                                                       | Воронцовская волость      |
| 295 | Погорелка            | деревня | ↘0                                                                                         | Островская волость        |
| 296 | Подберезкино         | деревня | ↘0                                                                                         | Островская волость        |
| 297 | Подберезье           | деревня | →2                                                                                         | Островская волость        |
| 298 | Подборовье           | деревня | ↘0                                                                                         | Воронцовская волость      |
| 299 | Подвязье             | деревня | ↘2                                                                                         | Воронцовская волость      |
| 300 | Поддубно             | деревня | →0                                                                                         | Воронцовская волость      |
| 301 | Подмогилье           | деревня | ↘107                                                                                       | Воронцовская волость      |
| 302 | Подоры               | деревня | ↘0                                                                                         | Воронцовская волость      |
| 303 | Подрезово            | деревня | ↘0                                                                                         | Воронцовская волость      |
| 304 | Подъяблонька         | деревня | →0                                                                                         | Островская волость        |
| 305 | Покаты               | деревня | ↗125                                                                                       | Бережанская волость       |
| 306 | Покаты               | деревня | ↘0                                                                                         | Бережанская волость       |
| 307 | Покровские           | деревня | ↘8                                                                                         | Бережанская волость       |
| 308 | Полозы               | деревня | ↘1                                                                                         | Островская волость        |
| 309 | Поляки               | деревня | ↗5                                                                                         | Островская волость        |
| 310 | Пометкино            | деревня | →0                                                                                         | Воронцовская волость      |
| 311 | Попово               | деревня | ↘1                                                                                         | Бережанская волость       |
| 312 | Попово               | деревня | ↘0                                                                                         | Воронцовская волость      |
| 313 | Порозы               | деревня | ↘7                                                                                         | Бережанская волость       |
| 314 | Пригон               | деревня | →0                                                                                         | Островская волость        |
| 315 | Приезжево            | деревня | ↘3                                                                                         | Воронцовская волость      |
| 316 | Приозёрная           | деревня | ↘42                                                                                        | Воронцовская волость      |
| 317 | Протасьево           | деревня | ↘8                                                                                         | Островская волость        |
| 318 | Прощенки             | деревня | →0                                                                                         | Воронцовская волость      |
| 319 | Пузыркино            | деревня | ↘6                                                                                         | Бережанская волость       |
| 320 | Пупорево             | деревня | ↘10                                                                                        | Бережанская волость       |
| 321 | Пустошка             | деревня | ↘0                                                                                         | Бережанская волость       |
| 322 | Пустошка             | деревня | ↘3                                                                                         | Воронцовская волость      |
| 323 | Пшонкино             | деревня | →0                                                                                         | Воронцовская волость      |
| 324 | Пыляи                | деревня | →0                                                                                         | Островская волость        |
| 325 | Рагозино             | деревня | ↘10                                                                                        | Бережанская волость       |
| 326 | Радухино             | деревня | ↘7                                                                                         | Островская волость        |
| 327 | Рассамухино          | деревня | →1                                                                                         | Воронцовская волость      |
| 328 | Редкино              | деревня | ↘5                                                                                         | Островская волость        |
| 329 | Репинка              | деревня | →0                                                                                         | Бережанская волость       |
| 330 | Рецкие               | деревня | ↘14                                                                                        | Бережанская волость       |
| 331 | Решеты               | деревня | ↘58                                                                                        | Горайская волость         |
| 332 | Ровное               | деревня | ↘2                                                                                         | Воронцовская волость      |
| 333 | Рогово               | деревня | ↘1                                                                                         | Бережанская волость       |
| 334 | Романово             | деревня | ↘3                                                                                         | Воронцовская волость      |
| 335 | Романово             | деревня | ↘0                                                                                         | Островская волость        |
| 336 | Рубеняты             | деревня | →16                                                                                        | Бережанская волость       |
| 337 | Рубилово             | деревня | ↘224                                                                                       | Бережанская волость       |
| 338 | Рублево              | деревня | ↗10                                                                                        | Островская волость        |
| 339 | Рудаки               | деревня | ↘0                                                                                         | Бережанская волость       |
| 340 | Рудаки               | деревня | ↘0                                                                                         | Островская волость        |
| 341 | Рябово               | деревня | ↗2                                                                                         | Горайская волость         |
| 342 | Рядобжа              | деревня | ↗34                                                                                        | Бережанская волость       |
| 343 | Садки                | деревня | →2                                                                                         | Воронцовская волость      |
| 344 | Сачково              | деревня | →0                                                                                         | Островская волость        |
| 345 | Свеклино             | деревня | ↗18                                                                                        | Островская волость        |
| 346 | Семёхново            | деревня | →4                                                                                         | Воронцовская волость      |
| 347 | Семки                | деревня | ↘6                                                                                         | Воронцовская волость      |
| 348 | Сеново               | деревня | →3                                                                                         | Горайская волость         |
| 349 | Сергино              | деревня | ↘14                                                                                        | Воронцовская волость      |
| 350 | Сешкино              | деревня | →0                                                                                         | Островская волость        |
| 351 | Сигорицы             | деревня | ↘13                                                                                        | Воронцовская волость      |
| 352 | Сидоровские          | деревня | ↘3                                                                                         | Бережанская волость       |
| 353 | Синее Устье          | деревня | →10                                                                                        | Островская волость        |
| 354 | Сипово               | деревня | ↘1                                                                                         | Воронцовская волость      |
| 355 | Сиполи               | деревня | →0                                                                                         | Бережанская волость       |
| 356 | Скадино              | деревня | ↘2                                                                                         | Горайская волость         |
| 357 | Скоморохово          | деревня | →2                                                                                         | Островская волость        |
| 358 | Скоморохово          | деревня | ↘3                                                                                         | Островская волость        |
| 359 | Скуратово            | деревня | ↘29                                                                                        | Воронцовская волость      |
| 360 | Смехино              | деревня | ↘13                                                                                        | Островская волость        |
| 361 | Смоленка             | деревня | ↘11                                                                                        | Бережанская волость       |
| 362 | Снегири              | деревня | ↗1                                                                                         | Островская волость        |
| 363 | Сонино               | деревня | ↘0                                                                                         | Бережанская волость       |
| 364 | Сонино               | деревня | ↘4                                                                                         | Воронцовская волость      |
| 365 | Сопроново            | деревня | →0                                                                                         | Островская волость        |
| 366 | Сосницы              | деревня | ↘3                                                                                         | Островская волость        |
| 367 | Сошихино             | деревня | ↘5                                                                                         | Воронцовская волость      |
| 368 | Спиры                | деревня | ↘109                                                                                       | Воронцовская волость      |
| 369 | Стадник              | деревня | ↘11                                                                                        | Островская волость        |
| 370 | Степаново            | деревня | ↘0                                                                                         | Воронцовская волость      |
| 371 | Стержнево            | деревня | ↗10                                                                                        | Бережанская волость       |
| 372 | Стешово              | деревня | ↘0                                                                                         | Воронцовская волость      |
| 373 | Стешутино            | деревня | →0                                                                                         | Воронцовская волость      |
| 374 | Стодолово            | деревня | ↗4                                                                                         | Горайская волость         |
| 375 | Столбово             | деревня | →0                                                                                         | Островская волость        |
| 376 | Стрелецкое           | деревня | ↘1                                                                                         | Островская волость        |
| 377 | Стрижково            | деревня | ↘2                                                                                         | Бережанская волость       |
| 378 | Ступино              | деревня | →0                                                                                         | Воронцовская волость      |
| 379 | Сукманная Горушка    | деревня | ↘4                                                                                         | Горайская волость         |
| 380 | Сухлово              | деревня | ↘3                                                                                         | Островская волость        |
| 381 | Таделково            | деревня | ↘1                                                                                         | Островская волость        |
| 382 | Тараканово           | деревня | ↘0                                                                                         | Островская волость        |
| 383 | Тарасово             | деревня | ↘0                                                                                         | Островская волость        |
| 384 | Татищево             | деревня | Получено слишком много сущностей из Викиданные. Количество загруженных сущностей: 400/400. | Бережанская волость       |
| 385 | Телегино             | деревня | Получено слишком много сущностей из Викиданные. Количество загруженных сущностей: 400/400. | Островская волость        |
| 386 | Тележники            | деревня | Получено слишком много сущностей из Викиданные. Количество загруженных сущностей: 400/400. | Бережанская волость       |
| 387 | Терегаево            | деревня | Получено слишком много сущностей из Викиданные. Количество загруженных сущностей: 400/400. | Воронцовская волость      |
| 388 | Терехи               | деревня | Получено слишком много сущностей из Викиданные. Количество загруженных сущностей: 400/400. | Горайская волость         |
| 389 | Терехово-Самородское | деревня | Получено слишком много сущностей из Викиданные. Количество загруженных сущностей: 400/400. | Горайская волость         |
| 390 | Тетерино             | деревня | Получено слишком много сущностей из Викиданные. Количество загруженных сущностей: 400/400. | Воронцовская волость      |
| 391 | Тихоняты             | деревня | Получено слишком много сущностей из Викиданные. Количество загруженных сущностей: 400/400. | Бережанская волость       |
| 392 | Тишино               | деревня | Получено слишком много сущностей из Викиданные. Количество загруженных сущностей: 400/400. | Бережанская волость       |
| 393 | Толково              | деревня | Получено слишком много сущностей из Викиданные. Количество загруженных сущностей: 400/400. | Бережанская волость       |
| 394 | Толстиково           | деревня | Получено слишком много сущностей из Викиданные. Количество загруженных сущностей: 400/400. | Воронцовская волость      |
| 395 | Тонковидово          | деревня | Получено слишком много сущностей из Викиданные. Количество загруженных сущностей: 400/400. | Бережанская волость       |
| 396 | Торчани              | деревня | Получено слишком много сущностей из Викиданные. Количество загруженных сущностей: 400/400. | Воронцовская волость      |
| 397 | Тропкино             | деревня | Получено слишком много сущностей из Викиданные. Количество загруженных сущностей: 400/400. | Воронцовская волость      |
| 398 | Трошихино            | деревня | Получено слишком много сущностей из Викиданные. Количество загруженных сущностей: 400/400. | Бережанская волость       |
| 399 | Трушки               | деревня | Получено слишком много сущностей из Викиданные. Количество загруженных сущностей: 400/400. | Бережанская волость       |
| 400 | Тряпино              | деревня | Получено слишком много сущностей из Викиданные. Количество загруженных сущностей: 400/400. | Горайская волость         |
| 401 | Тузы                 | деревня | Получено слишком много сущностей из Викиданные. Количество загруженных сущностей: 400/400. | Горайская волость         |
| 402 | Туманы               | деревня | Получено слишком много сущностей из Викиданные. Количество загруженных сущностей: 400/400. | Воронцовская волость      |
| 403 | Тупицы               | деревня | Получено слишком много сущностей из Викиданные. Количество загруженных сущностей: 400/400. | Воронцовская волость      |
| 404 | Тюрево               | деревня | Получено слишком много сущностей из Викиданные. Количество загруженных сущностей: 400/400. | Воронцовская волость      |
| 405 | Уласково             | деревня | Получено слишком много сущностей из Викиданные. Количество загруженных сущностей: 400/400. | Островская волость        |
| 406 | Уласово              | деревня | Получено слишком много сущностей из Викиданные. Количество загруженных сущностей: 400/400. | Островская волость        |
| 407 | Улеха                | деревня | Получено слишком много сущностей из Викиданные. Количество загруженных сущностей: 400/400. | Островская волость        |
| 408 | Ульяненки            | деревня | Получено слишком много сущностей из Викиданные. Количество загруженных сущностей: 400/400. | Воронцовская волость      |
| 409 | Ульяново             | деревня | Получено слишком много сущностей из Викиданные. Количество загруженных сущностей: 400/400. | Воронцовская волость      |
| 410 | Усадище              | деревня | Получено слишком много сущностей из Викиданные. Количество загруженных сущностей: 400/400. | Островская волость        |
| 411 | Усадище              | деревня | Получено слишком много сущностей из Викиданные. Количество загруженных сущностей: 400/400. | Островская волость        |
| 412 | Усово                | деревня | Получено слишком много сущностей из Викиданные. Количество загруженных сущностей: 400/400. | Бережанская волость       |
| 413 | Усово                | деревня | Получено слишком много сущностей из Викиданные. Количество загруженных сущностей: 400/400. | Горайская волость         |
| 414 | Устье                | деревня | Получено слишком много сущностей из Викиданные. Количество загруженных сущностей: 400/400. | Бережанская волость       |
| 415 | Устье                | деревня | Получено слишком много сущностей из Викиданные. Количество загруженных сущностей: 400/400. | Воронцовская волость      |
| 416 | Фёдоровское          | деревня | Получено слишком много сущностей из Викиданные. Количество загруженных сущностей: 400/400. | Воронцовская волость      |
| 417 | Федосино             | деревня | Получено слишком много сущностей из Викиданные. Количество загруженных сущностей: 400/400. | Бережанская волость       |
| 418 | Федотинки            | деревня | Получено слишком много сущностей из Викиданные. Количество загруженных сущностей: 400/400. | Воронцовская волость      |
| 419 | Ферково              | деревня | Получено слишком много сущностей из Викиданные. Количество загруженных сущностей: 400/400. | Воронцовская волость      |
| 420 | Фролёво              | деревня | Получено слишком много сущностей из Викиданные. Количество загруженных сущностей: 400/400. | Островская волость        |
| 421 | Фроленки             | деревня | Получено слишком много сущностей из Викиданные. Количество загруженных сущностей: 400/400. | Бережанская волость       |
| 422 | Хилово               | деревня | Получено слишком много сущностей из Викиданные. Количество загруженных сущностей: 400/400. | Горайская волость         |
| 423 | Хмылово              | деревня | Получено слишком много сущностей из Викиданные. Количество загруженных сущностей: 400/400. | Горайская волость         |
| 424 | Холматка             | деревня | Получено слишком много сущностей из Викиданные. Количество загруженных сущностей: 400/400. | Бережанская волость       |
| 425 | Хомутинино           | деревня | Получено слишком много сущностей из Викиданные. Количество загруженных сущностей: 400/400. | Островская волость        |
| 426 | Хорево               | деревня | Получено слишком много сущностей из Викиданные. Количество загруженных сущностей: 400/400. | Воронцовская волость      |
| 427 | Хорошая              | деревня | Получено слишком много сущностей из Викиданные. Количество загруженных сущностей: 400/400. | Воронцовская волость      |
| 428 | Черепягино           | деревня | Получено слишком много сущностей из Викиданные. Количество загруженных сущностей: 400/400. | Бережанская волость       |
| 429 | Черничино            | деревня | Получено слишком много сущностей из Викиданные. Количество загруженных сущностей: 400/400. | Воронцовская волость      |
| 430 | Чертовидово          | деревня | Получено слишком много сущностей из Викиданные. Количество загруженных сущностей: 400/400. | Островская волость        |
| 431 | Шарапово             | деревня | Получено слишком много сущностей из Викиданные. Количество загруженных сущностей: 400/400. | Горайская волость         |
| 432 | Шаркуновка           | деревня | Получено слишком много сущностей из Викиданные. Количество загруженных сущностей: 400/400. | Воронцовская волость      |
| 433 | Шатуново             | деревня | Получено слишком много сущностей из Викиданные. Количество загруженных сущностей: 400/400. | Островская волость        |
| 434 | Шашки                | деревня | Получено слишком много сущностей из Викиданные. Количество загруженных сущностей: 400/400. | Островская волость        |
| 435 | Шелгуны              | деревня | Получено слишком много сущностей из Викиданные. Количество загруженных сущностей: 400/400. | Бережанская волость       |
| 436 | Шенихово             | деревня | Получено слишком много сущностей из Викиданные. Количество загруженных сущностей: 400/400. | Островская волость        |
| 437 | Шики                 | деревня | Получено слишком много сущностей из Викиданные. Количество загруженных сущностей: 400/400. | Воронцовская волость      |
| 438 | Шилово               | деревня | Получено слишком много сущностей из Викиданные. Количество загруженных сущностей: 400/400. | Бережанская волость       |
| 439 | Шипулинка            | деревня | Получено слишком много сущностей из Викиданные. Количество загруженных сущностей: 400/400. | Островская волость        |
| 440 | Ширяево              | деревня | Получено слишком много сущностей из Викиданные. Количество загруженных сущностей: 400/400. | Воронцовская волость      |
| 441 | Шишелово             | деревня | Получено слишком много сущностей из Викиданные. Количество загруженных сущностей: 400/400. | Островская волость        |
| 442 | Шмойлы               | деревня | Получено слишком много сущностей из Викиданные. Количество загруженных сущностей: 400/400. | Островская волость        |
| 443 | Шмыки                | деревня | Получено слишком много сущностей из Викиданные. Количество загруженных сущностей: 400/400. | Бережанская волость       |
| 444 | Шолдино              | деревня | Получено слишком много сущностей из Викиданные. Количество загруженных сущностей: 400/400. | Бережанская волость       |
| 445 | Щекотово             | деревня | Получено слишком много сущностей из Викиданные. Количество загруженных сущностей: 400/400. | Воронцовская волость      |
| 446 | Щербаки              | деревня | Получено слишком много сущностей из Викиданные. Количество загруженных сущностей: 400/400. | Горайская волость         |
| 447 | Юдино                | деревня | Получено слишком много сущностей из Викиданные. Количество загруженных сущностей: 400/400. | Бережанская волость       |
| 448 | Южново               | деревня | Получено слишком много сущностей из Викиданные. Количество загруженных сущностей: 400/400. | Воронцовская волость      |
| 449 | Юрино                | деревня | Получено слишком много сущностей из Викиданные. Количество загруженных сущностей: 400/400. | Бережанская волость       |
| 450 | Юрчане               | деревня | Получено слишком много сущностей из Викиданные. Количество загруженных сущностей: 400/400. | Горайская волость         |
| 451 | Юршино               | деревня | Получено слишком много сущностей из Викиданные. Количество загруженных сущностей: 400/400. | Бережанская волость       |
| 452 | Юцы                  | деревня | Получено слишком много сущностей из Викиданные. Количество загруженных сущностей: 400/400. | Воронцовская волость      |
| 453 | Юшково               | деревня | Получено слишком много сущностей из Викиданные. Количество загруженных сущностей: 400/400. | Бережанская волость       |
| 454 | Юшково               | деревня | Получено слишком много сущностей из Викиданные. Количество загруженных сущностей: 400/400. | Островская волость        |
| 455 | Ягупы                | деревня | Получено слишком много сущностей из Викиданные. Количество загруженных сущностей: 400/400. | Воронцовская волость      |
| 456 | Якуши                | деревня | Получено слишком много сущностей из Викиданные. Количество загруженных сущностей: 400/400. | Горайская волость         |
| 457 | Ямище                | деревня | Получено слишком много сущностей из Викиданные. Количество загруженных сущностей: 400/400. | Воронцовская волость      |
| 458 | Ястребы              | деревня | Получено слишком много сущностей из Викиданные. Количество загруженных сущностей: 400/400. | Бережанская волость       |

## Муниципально-территориальное устройство
С апреля 2015 года в состав Островского района входят 5 муниципальных образований, в том числе: 1 городское и 4 сельских поселений (волости):
| № | Муниципальное образование | Статус МО | Административный центр | Количество населённых пунктов | Население                                                                                  | Площадь, км² |
| - | ------------------------- | --------- | ---------------------- | ----------------------------- | ------------------------------------------------------------------------------------------ | ------------ |
| 1 | Остров                    | ГП        | город Остров           | 1                             | ↗20 923                                                                                    | 19,0         |
| 2 | Бережанская волость       | СП        | город Остров           | 123                           | Получено слишком много сущностей из Викиданные. Количество загруженных сущностей: 400/400. | 558,0        |
| 3 | Воронцовская волость      | СП        | село Воронцово         | 136                           | Получено слишком много сущностей из Викиданные. Количество загруженных сущностей: 400/400. | 764,7        |
| 4 | Горайская волость         | СП        | село Крюки             | 77                            | Получено слишком много сущностей из Викиданные. Количество загруженных сущностей: 400/400. | 437,0        |
| 5 | Островская волость        | СП        | город Остров           | 121                           | Получено слишком много сущностей из Викиданные. Количество загруженных сущностей: 400/400. | 690,2        |

### История муниципального устройства

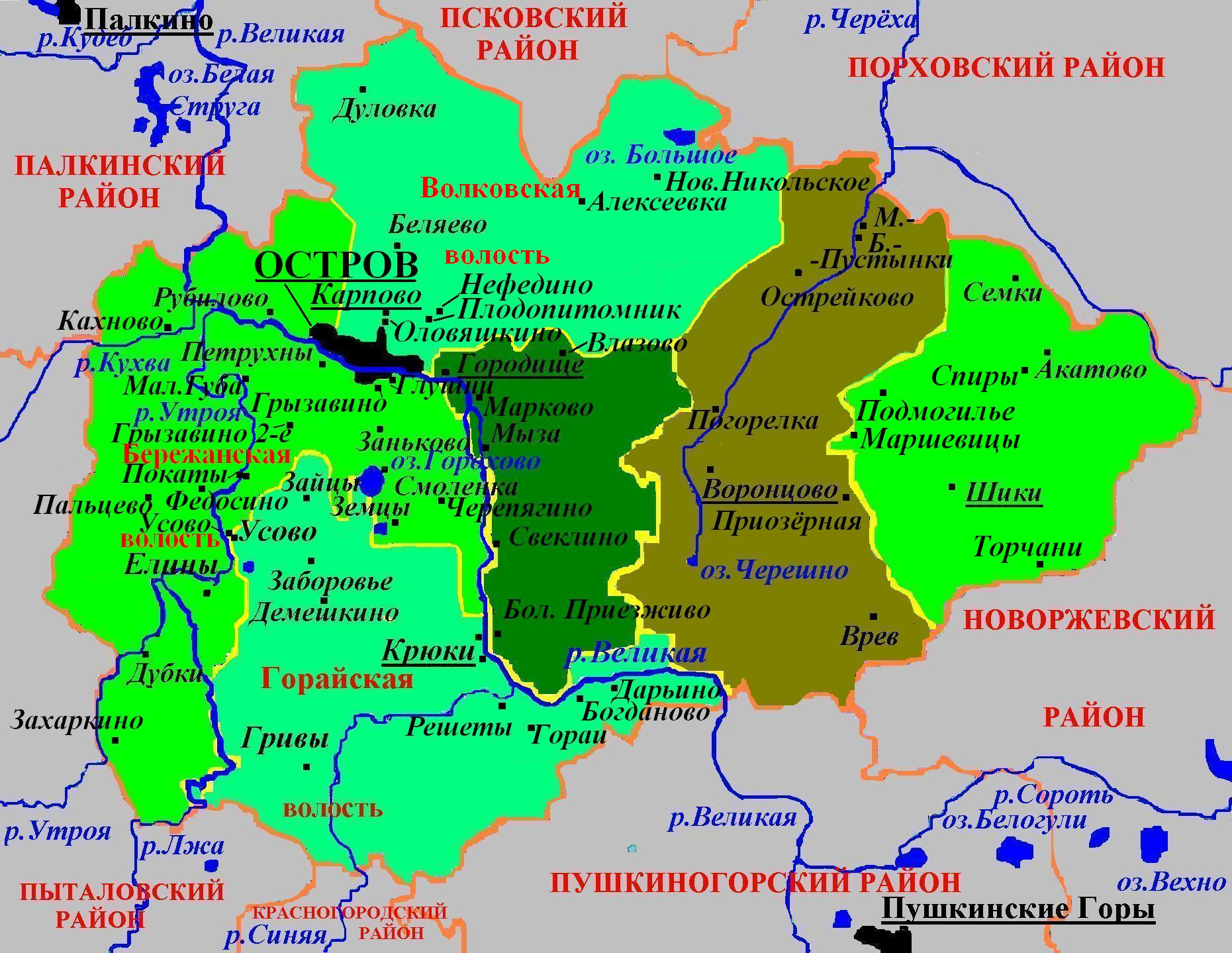
Административное деление Островского района в 2010—2015 гг.

В 2005 году в составе Островского района были созданы 9 муниципальных образований: 1 городское поселение и 8 сельских поселений (волостей)
Муниципальные образования в 2005—2010
| № | Муниципальное образование | Статус МО | Административный центр |
| - | ------------------------- | --------- | ---------------------- |
| 1 | Остров                    | ГП        | город Остров           |
| 2 | Городищенская волость     | СП        | деревня Городище       |
| 3 | Горайская волость         | СП        | деревня Гораи          |
| 4 | Бережанская волость       | СП        | деревня Карпово        |
| 5 | Волковская волость        | СП        | город Остров           |
| 6 | Синерецкая волость        | СП        | деревня Гривы          |
| 7 | Шиковская волость         | СП        | деревня Шики           |
| 8 | Рубиловская волость       | СП        | деревня Дубки          |
| 9 | Воронцовская волость      | СП        | село Воронцово         |

На референдуме 11 октября 2009 года было поддержано объединение ряда волостей: Синерецкой и Горайской в одну единую, а также Бережанской и Рубиловской в другую единую волости. Таким образом, в 2010 году была упразднена Рубиловская волость (д. Дубки) в пользу Бережанской волости с перенесом центра из д. Карпово в г. Остров, а также была упразднена Синерецкая волость (д. Гривы) в пользу Горайской волости с переносом центра из д. Гораи в село Крюки, с изменением границ этих новых волостей. В результате в 2010 году число сельских поселений (волостей) сократилось до шести. 

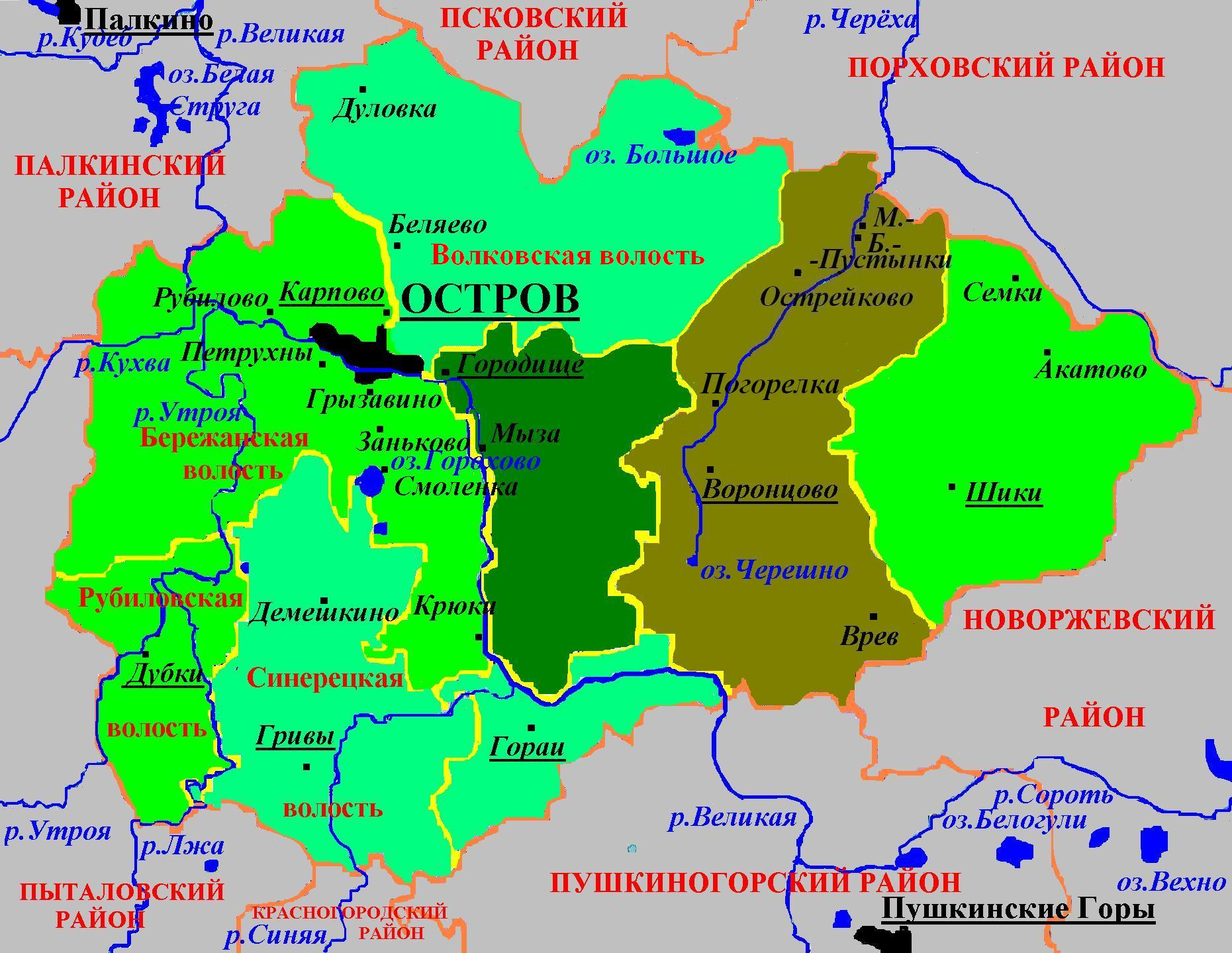
Административное деление Островского района в 2005—2010 гг.

Муниципальные образования в 2010—2015
| № | Муниципальное образование | Статус МО | Население, 14.10.2010 чел. | Население, 01.01.2015 чел. | Административный центр |
| - | ------------------------- | --------- | -------------------------- | -------------------------- | ---------------------- |
| 1 | Остров                    | ГП        | 21668                      | 20773                      | город Остров           |
| 2 | Городищенская волость     | СП        | 1098                       | 1016                       | деревня Городище       |
| 3 | Горайская волость         | СП        | 3016                       | 3007                       | село Крюки             |
| 4 | Бережанская волость       | СП        | 2278                       | 2175                       | город Остров           |
| 5 | Волковская волость        | СП        | 1253                       | 1186                       | деревня Карпово        |
| 6 | Шиковская волость         | СП        | 716                        | 583                        | деревня Шики           |
| 7 | Воронцовская волость      | СП        | 1067                       | 999                        | село Воронцово         |

Законом Псковской области от 30 марта 2015 года Городищенская и Волковская волости были объединены в Островскую волость с административным центром в городе Остров; также в состав Воронцовской волости была включена упразднённая Шиковская волость.

## Экономика
За 2009 год отгружено товаров собственного производства, выполнено работ и услуг собственными силами по виду экономической деятельности «обрабатывающие производства» на 511,6 млн руб. (87,2 % к 2008 году в действующих ценах).
Наибольшее влияние на результаты работы промышленности оказали (по видам экономической деятельности): «производство пищевых продуктов» (доля в выпуске товаров в фактических ценах составила 45,8 %), «текстильное и швейное производство» (5,4 %), «производство электрооборудования, электронного и оптического оборудования» (28,2 %), «металлургическое производство и производство готовых металлических изделий» (0,5 %).

## Транспорт
Через район проходят автомагистрали М20 (Санкт-Петербург — Киев) и Каунас — Остров, а также Октябрьская железная дорога.

## Культура
- Островский краеведческий музей

## Достопримечательности
На территории района на берегу живописнейшего Горохового озера находится спортивно-оздоровительный центр «Юность», база для подготовки лыжников — гонщиков России.
В Центре подготовлены знаменитые лыжники: Михаил Иванов — олимпийский чемпион зимних Олимпийских игр 2002 года в Солт-Лейк-Сити, чемпион мира среди юниоров в эстафете, победитель Кубка северных стран среди взрослых; Алексей Столяров — призёр чемпионата мира среди юниоров, а также около десяти мастеров спорта по лыжным гонкам.